# Spike: Old Times
『Spike: Old Times』は、アメリカ合衆国で発売されたコミック。テレビドラマ『バフィー 〜恋する十字架〜』のスピンオフ作品で、IDW Publishingから発売された。

## ストーリー
物語はテレビドラマ第5シーズンの『過去』の1シーンから始まる。意地悪な中年男トーマス・ウェクスラーに嘲笑され、セシリーに振られたウィリアムは、泣きながら帰途につく。その後、トーマス・ウェクスラーには残酷な運命が待っていた。
現代
酒場に立ち寄ったスパイクはセシリーに似た女性に出会う。だがこの女性はセシリーであることを否定し、自分はハルフレックであると告げる。

## 登場人物
スパイク
本名はウィリアム。元詩人のバンパイア。
セシリー・アダムス
貴婦人。正体は復讐の悪魔ハルフレック。
トーマス・ウェクスラー
ウィリアムを嘲笑した男。
レニー・ウェクスラー
トーマス・ウェクスラーの子孫。
ハーモニー・ケンドール
スパイクの恋人だった女。バンパイア。